# Teabo
Teabo es una localidad del estado de Yucatán, México, cabecera del municipio homónimo, ubicada aproximadamente 70 kilómetros al sureste de la ciudad de Mérida, capital del estado y 15 km al norte de la ciudad de Tekax.

## Toponimia
El toponímico Teabo significa en idioma maya el lugar del aliento, o de tu aliento, por derivarse de los vocablos Te, ahí, lugar y abo, aliento.

## Datos históricos
Teabo está enclavado en el territorio que fue la jurisdicción de los Tutul Xiúes antes de la conquista de Yucatán.
Sobre la fundación de la localidad no se conocen datos precisos antes de la conquista de Yucatán por los españoles. Se sabe, sin embargo, que durante la colonia estuvo bajo el régimen de las encomiendas, entre las que se puede mencionar la de María Josefa Quijano y Ávila y María Francisca de Aguirre en 1753. 
En 1825, después de la independencia de Yucatán, Teabo formó parte del Partido de la Sierra Baja, con cabecera en Mama.

## Sitios de interés turístico
En Teabo se encuentra el edificio de un ex-convento que data de la época colonial. También, tanto en la localidad como cerca de ella, se pueden visitar vestigios arqueológicos de la cultura maya precolombina (Chaakhob).